# David Nalbandian
David Pablo Nalbandian, född 1 januari 1982 i Unquillo, Córdoba, är en argentinsk högerhänt före detta professionell tennisspelare och numera rallyförare.

## Tenniskarriären
David Nalbandian blev professionell tennisspelare på ATP-touren 2000. Han har hittills (juli 2008) vunnit åtta singeltitlar på ATP-touren, men ännu ingen dubbeltitel. Sin högsta ATP-ranking i singel, tredje plats, nådde han i mars 2006.
Nalbandian vann juniortiteln i singel i US Open 1998 efter finalseger över Roger Federer och juniordubbeltiteln i Wimbledonmästerskapen 1999 tillsammans med landsmannen Guillermo Coria.
Han spelade final i Wimbledonmästerskapen 2002, men förlorade denna mot Lleyton Hewitt (1–6, 3–6, 2–6). Första gången Nalbandian spelade på centercourten i Wimbledon var i just denna final. Han vann Tennis Masters Cup 2005 som spelades i Shanghai. I finalen besegrade han Roger Federer i en mycket jämn match över fem set efter att ha förlorat de två inledande seten (6–7, 6–7, 6–2, 6–1, 7–6). Nalbandian nådde semifinalen i Australiska öppna i januari 2006. Han förlorade denna mot cyprioten Marcos Baghdatis.
Efter sin seger i Tennis Masters Cup 2005 hade Nalbandian formproblem och föll i ranking från toppnoteringen mars 2006 och rankades i oktober 2007 på 21:a plats. Säsongerna 2006 och 2007 kom han ändå att vinna tre singeltitlar; i maj 2006 Estoril (grus) genom finalseger över Nikolaj Davydenko med 6–3, 6–4 och i oktober 2007 i Madrid (hardcourt) genom finalseger över världsettan Roger Federer med 1–6, 6–3, 6–3. I den sisnämnda turneringen besegrade han på väg till finalen både världstvåan Rafael Nadal och världstrean Novak Djokovic. I november 2007 vann han Masterturneringen i Paris genom finalseger över Nadal med 6–4, 6–0. På vägen till finalen besegrade han åter Roger Federer. Han blev efter detta den ende spelaren som besegrat både Federer och Nadal i finaler.
Nalbandian spelade 26 matcher för det argentinska Davis Cup (DC) -laget, av vilka han vann 20. Han besegrade svensken Robin Söderling i DC-mötet mellan Argentina och Sverige i januari 2006. Säsongen 2007 mötte det argentinska laget ett lag från Sverige i kvartsfinal. Det svenska laget vann med 4–1 i matcher. Nalbandian förlorade sin singelmatch mot Thomas Johansson (7–6, 6–7, 2–6, 6–7) och dubbelmatchen tillsammans med Guillermo Canas mot Jonas Björkman/Thomas Johansson.

## Spelaren och personen
David Nalbandian lärde sig tennisspelets grunder på en cementbana som hans armeniske farfar själv anlade på sin tomt i Cordoba. David spelade där med sina två äldre bröder.
Han spelade helst ett aggressivt baslinjespel med hårda precisa grundslag. Hans volley var också av hög klass, medan serven var något sämre och inte i paritet med övriga slag.  
Nalbandian är bosatt i sin hemstad Cordoba och började köra rally 2014.

## Grand Slam-finaler, singel

### Finalförluster (1)
| År   | Mästerskap            | Finalmotståndare | Setsiffror    |
| 2002 | Wimbledonmästerskapen | Lleyton Hewitt   | 1-6, 3-6, 2-6 |

### ATP-titlar
- Singel
  - 2008 – Buenos Aires, Stockholm
  - 2007 – Madrid, Paris
  - 2006 – Estoril
  - 2005 – München, Tennis Masters Cup
  - 2002 – Estoril, Basel